# ملكة جمال الكون 1990
ملكة جمال الكون 1990 هي مسابقة ملكة جمال الكون التاسعة والثلاثون في تاريخ مسابقة ملكة جمال الكون منذ انطلاقتها عام 1952، التي عقدت في 15 أبريل 1990 في مسرح شوبرت في لوس أنجلوس، كاليفورنيا، الولايات المتحدة، تنافست واحد وسبعون متسابقة من أقاليم وبلدن العالم على اللقب، في نهاية الحدث توجت منى غرودت من النرويج من قبل سلفها أنجيلا فيسر من هولندا. هي حتى الآن النرويجية الوحيدة التي حصلت على لقب ملكة جمال الكون.

## النتائج

### المراكز النهائية
| النتائج النهائية     | المتنافسة                                                                                                 |
| -------------------- | --- |
| ملكة جمال الكون 1990 | - النرويج - منى غرودت                                                                                     |
| الوصيفة الأولى       | - الولايات المتحدة - كارول جيست                                                                           |
| الوصيفة الثانية      | - كولومبيا - ليزيث ماهيشا                                                                                 |
| أفضل 6               | - بوليفيا - روزاريو ديل بيلار ريكو تورو - تشيلي - أورانيا هالتنهوف - المكسيك - ماريل ديل روساريو سانتياغو |
| أفضل 10              | - تشيكوسلوفاكيا - يانا هرونكوفا - الهند - سوزان سابلوك - تركيا - جوليدا آتييش - فنزويلا - أندرينا غويتز   |

### الجوائز الخاصة
| جائزة خاصة           | المتسابقة                          |
| -------------------- | ---------------------------------- |
| ملكة جمال الصداقة    | - ألمانيا - كريستيان ستوكر         |
| ملكة جمال فوتوغرافيا | - تايلاند - باسارابورن تشايمونجكول |
| أفضل زي وطني         | - كولومبيا - ليزيث ماهيشا          |

### المسابقة النهائية
| البلد            | المتوسط الأولي | المقابلة   | ملابس السباحة | فستان السهرة | متوسط نصف النهائي |
| ---------------- | -------------- | ---------- | ------------- | ------------ | ----------------- |
| النرويج          | 8.683 (1)      | 8.760 (1)  | 8.922 (1)     | 8.989 (1)    | 8.890 (1)         |
| الولايات المتحدة | 8.316 (3)      | 8.509 (3)  | 8.299 (7)     | 8.630 (5)    | 8.479 (6)         |
| كولومبيا         | 8.313 (5)      | 8.610 (2)  | 8.714 (2)     | 8.840 (2)    | 8.721 (2)         |
| المكسيك          | 8.316 (3)      | 8.500 (4)  | 8.450 (4)     | 8.707 (4)    | 8.552 (3)         |
| تشيلي            | 8.206 (9)      | 8.411 (6)  | 8.410 (6)     | 8.770 (3)    | 8.530 (4)         |
| بوليفيا          | 8.256 (7)      | 8.439 (5)  | 8.498 (3)     | 8.600 (6)    | 8.512 (5)         |
| فنزويلا          | 8.420 (2)      | 8.370 (7)  | 8.450 (4)     | 8.590 (7)    | 8.470 (7)         |
| الهند            | 8.280 (6)      | 8.200 (9)  | 8.233 (8)     | 8.552 (8)    | 8.328 (8)         |
| تركيا            | 8.090 (10)     | 8.079 (10) | 8.139 (9)     | 8.200 (9)    | 8.139 (9)         |
| تشيكوسلوفاكيا    | 8.210 (8)      | 8.360 (8)  | 7.785 (10)    | 7.970 (10)   | 8.038 (10)        |

## المتسابقات
- الأرجنتين - باولا دي لا توري
- أروبا - جويندولين كويداما
- أستراليا - شارمين وير
- النمسا - ساندرا لوتنبيرغر
- جزر البهاما - ليزا نيشيل سوير
- بليز - يسيلا أنطونيا زبانة
- برمودا - جانيت تاكر
- بوليفيا - روزاريو ديل بيلار ريكو تورو
- جزر العذراء البريطانية - جستينا هودج
- كندا - روبن لي أوزونوف
- جزر كايمان - تريشيا روز ويتاكر
- تشيلي - يورانيا هالتينهوف
- كولومبيا - ليزيث ميهشا
- كوستاريكا - جوليتا بوسلا
- تشيكوسلوفاكيا - جانا هرونكوفا
- الدنمارك - ماج بريت جنسن
- جمهورية الدومينيكان - روزاريو رودريغيز
- الإكوادور - جيسيكا نونيز
- مصر - داليا البحيري
- إلسالفادور - غراسيا ماريا جويرا
- إنجلترا - كارلا بارو
- فنلندا - تينا سوزانا فييرتو
- فرنسا - جايل فويري †
- ألمانيا - كريستيان ستوك
- جبل طارق - أودري جينجل
- اليونان - جيني بالاتسينو
- جرينلاند - ساشا نوكاكا موتزفيلدت
- غوام - مارسيا داميان
- غواتيمالا - ماريانيلا أباتي
- هولندا - ستيفاني هالنبيك
- هندوراس - فيفيان مورينو
- هونغ كونغ - مونيكا تشان
- آيسلندا - هيلدور دونغالسدوتير
- الهند - سوزان سابلوك
- جمهورية أيرلندا - باربرا آن كوران
- إسرائيل - إيفونا كروغلياك
- إيطاليا - أناماريا ماليبيرو
- جامايكا - ميشيل هول
- اليابان - هيروكو ميوشي
- كوريا - أوه هيون كيونغ
- ماليزيا - آنا لين ليم
- مالطا - شارمين فاروجيا
- موريشيوس - أنيتا رامجوتي
- المكسيك - ماريليه ديل روزاريو سانتياغو
- نيجيريا - سابينا أوميه
- جزر ماريانا الشمالية - إدوينا مينزيس
- النرويج - منى جرودت
- باراغواي - مونيكا بلايت
- بيرو - ماريسول مارتينيز
- الفلبين - جيرميلينا ليا بانال باديلا
- بولندا - ماغورزاتا اوبيهجالسكا
- البرتغال - ماريا روسادو
- بورتوريكو - ماريا لويزا فورتونيو
- جمهورية الصين - ون تسوي بن
- إسكتلندا - كارينا فيرجسون
- سنغافورة - اونج لاي لينغ
- الاتحاد السوفيتي - إيفيا ستالبوفسكا
- إسبانيا - راكيل ريفويلتا
- سريلانكا - روشاني الويناري
- سانت فينسنت والغرينادين - جلينور براون
- سورينام - ساسكيا سيبيلو
- السويد - ليندا ايزاكسون
- سويسرا - كاثرين ميسوت
- تايلاند - باسارابورن شايمونغكول
- ترينيداد وتوباغو - ماريز دي جورفيل
- تركيا - جولييد أتيس
- جزر توركس وكايكوس - كارين بين
- الأوروغواي - أوندينا بيريز
- الولايات المتحدة - كارول جيست
- فنزويلا - أندرينا جويتز
- ويلز - جين لويد

## الروابط الخارجية
- موقع ملكة جمال الكون الرسمي